# Саут-Пасадена (Каліфорнія)
Саут-Пасадена (англ. South Pasadena) — місто (англ. city) в США, в окрузі Лос-Анджелес штату Каліфорнія. Населення — 26 943 особи (2020).

## Географія
Саут-Пасадена розташований за координатами 34°6′32″ пн. ш. 118°9′24″ зх. д. / 34.10889° пн. ш. 118.15667° зх. д. (34.108957, -118.156615).  За даними Бюро перепису населення США в 2010 році місто мало площу 8,85 км², з яких 8,82 км² — суходіл та 0,03 км² — водойми.

## Демографія
Згідно з переписом 2010 року, у місті мешкало 25 619 осіб у 10 467 домогосподарствах у складі 6619 родин. Густота населення становила 2894 особи/км².  Було 11118 помешкань (1256/км²).
Расовий склад населення:
| - 54,3 % — білих - 31,1 % — азіатів - 3,0 % — чорних або афроамериканців - 0,4 % — корінних американців - 5,6 % — осіб інших рас |

До двох чи більше рас належало 5,5 %. Частка іспаномовних становила 18,6 % від усіх жителів.
За віковим діапазоном населення розподілялося таким чином: 23,4 % — особи молодші 18 років, 64,5 % — особи у віці 18—64 років, 12,1 % — особи у віці 65 років та старші. Медіана віку мешканця становила 40,1 року. На 100 осіб жіночої статі у місті припадало 90,3 чоловіків;  на 100 жінок у віці від 18 років та старших — 85,5 чоловіків також старших 18 років.
Середній дохід на одне домашнє господарство  становив 113 814 долари США (медіана — 78 957), а середній дохід на одну сім'ю — 142 477 доларів (медіана — 106 446). Медіана доходів становила 70 920 доларів для чоловіків та 62 493 долари для жінок. За межею бідності перебувало 7,8 % осіб, у тому числі 5,5 % дітей у віці до 18 років та 6,7 % осіб у віці 65 років та старших.
Цивільне працевлаштоване населення становило 13 444 особи. Основні галузі зайнятості: освіта, охорона здоров'я та соціальна допомога — 31,5 %, науковці, спеціалісти, менеджери — 15,6 %, фінанси, страхування та нерухомість — 9,9 %, мистецтво, розваги та відпочинок — 8,2 %.